# Mintaragen
Mintaragen is een bestuurslaag in het regentschap Tegal van de provincie Midden-Java, Indonesië. Mintaragen telt 15.484 inwoners (volkstelling 2010).